# Serge Klarsfeld
Serge Klarsfeld (Bucarest, 17 de septiembre de 1935) es un escritor, historiador y abogado francés de origen rumano conocido por haber participado activamente en favor de la lucha contra el antisemitismo y los criminales de guerra nazis.
De origen judío, su familia se trasladó a Francia a comienzos de la Segunda Guerra Mundial. En 1943, su padre fue arrestado por las SS en un allanamiento masivo en la ciudad de Niza, siendo deportado al campo de concentración de Auschwitz, donde moriría. Serge, junto con su madre y su hermana lograron escapar. Más tarde fue ubicado en un hogar para niños judíos operado por la institución Oeuvre de Secours aux Enfants, OSE. Su madre y su hermana también lograrían sobrevivir a la guerra.
Completó su educación y cursó la carrera de abogado. Se diplomó en estudios superiores de Historia en la Sorbona y en ciencias políticas en el Instituto de Estudios Políticos de París. Es también Doctor en Literatura.
En 1963 conoció a la joven alemana Beate Künzel, que trabajaba en París, con la que contrajo matrimonio el mismo año. La pareja comenzó a desarrollar un trabajo de investigación sobre crímenes de guerra nazis en Francia, convirtiéndose en pioneros en esta área. Desde entonces han realizado una intensa labor, denunciando numerosos casos de personas con un pasado de responsabilidades en crímenes de guerra, logrando en algunos casos su apresamiento y condena.
En 1984, Serge y Beate Klarsfeld recibieron la condecoración francesa Legión de Honor, propuestos por el presidente François Mitterrand.
Entre los casos más destacados están las denuncias contra el canciller alemán Kurt Georg Kiesinger, el secretario de las Naciones Unidas Kurt Waldheim y los criminales de guerra Klaus Barbie, Alois Brunner, René Bousquet, Walter Rauff, Jean Leguay, Maurice Papon y Paul Touvier. Asimismo, es vicepresidente de la Fundación por la Memoria del Holocausto.
El 26 de octubre de 2015, la Unesco designó a los Klarsfeld como "Embajadores Honorarios y Enviados Especiales para la Educación sobre el Holocausto y la Prevención del Genocidio".